# DJ Got Us Fallin' in Love
«DJ Got Us Fallin' in Love» —en español: «El DJ ha hecho que nos enamoremos»— es una canción del cantante estadounidense Usher, publicado 13 de julio de 2010 como el primer sencillo de la "deluxe edition" del álbum Raymond v. Raymond y Versus. La canción incluye el rapero Pitbull. La canción fue puesta a disposición para su descarga digital el 13 de julio de 2010, y para emisiones de radio el 20 de julio de 2010. El sencillo ha alcanzado un gran éxito en Bélgica, Australia, Nueva Zelanda, Canadá y Estados Unidos.
El video musical producido por «DJ Got Us Fallin 'in Love» se estrenó el 25 de agosto de 2010.

## Lista de canciones
Descarga digital
1. "DJ Got Us Fallin' in Love" (feat. Pitbull) – 3:42

Sencillo digital
1. "DJ Got Us Fallin' in Love" (feat. Pitbull) – 3:42
2. "Lil Freak" (Mig & Rizzo Extended Mix) [feat. Nicki Minaj] – 5:36

Remixes digital (Australia)
1. "DJ Got Us Fallin' in Love" (feat. Pitbull) – 3:42
2. "DJ Got Us Fallin' in Love" (Almighty 12 Inch Mix) – 7:41
3. "DJ Got Us Fallin' in Love" (Almighty Radio Mix) – 3:38
4. "DJ Got Us Fallin' in Love" (Ad Brown Remix) – 7:36
5. "DJ Got Us Fallin' in Love" (2 Darc Drum 'n' Bass) – 2:37
6. "DJ Got Us Fallin' in Love" (2 Darc Funky House Remix) – 3:31
7. "DJ Got Us Fallin' in Love" (MK Ultras Mix) – 3:34

iTunes Remixes (Estados Unidos)
1. "DJ Got Us Fallin' in Love" (HyperCrush Remix) – 4:05
2. "DJ Got Us Fallin' in Love" (Precize Club Mix) – 4:23
3. "DJ Got Us Fallin' in Love" (Precize Dub) – 4:23
4. "DJ Got Us Fallin' in Love" (Versatile Club Mix) – 5:54
5. "DJ Got Us Fallin' in Love" (Versatile Radio Mix) – 4:02
6. "DJ Got Us Fallin' in Love" (Versatile Dub) – 5:54
7. "DJ Got Us Fallin' in Love" (DJ Spider & Mr. Best Remix) – 6:07
8. "DJ Got Us Fallin' in Love" (Jump Smokers Radio Mix) – 4:05
9. "DJ Got Us Fallin' in Love" (Jump Smokers Club Mix) – 5:13
10. "DJ Got Us Fallin' in Love" (Dino Roc Radio Mix) – 3:53